# Сухомлин (река)
Сухомлин или Сухомлинка (укр. Сухомлин) — левый приток Рванца, протекающий по Новгород-Северскому району (Черниговская область, Украина).

## География
Длина — 11 км. Площадь водосборного бассейна — 66 км².  
Русло реки в нижнем течении выпрямлено в канал (канализировано), у истоков — пересыхает. Пойма заболоченная с луговой растительностью и частично с кустарниками. По данным местности 1986 года, верховье реки, что севернее села Селище, длиной примерно 3 км представляет из себя заболоченную местность с озёрами. 
Река берёт начало на заболоченной местности западнее села Жадово (Новгород-Северский район). Река течёт в северном направлении. Впадает в Рванец (на 7,3-м км от её устья) юго-восточнее бывшего села Куты Первые (Новгород-Северский район).